# Hồng Minh, Hưng Yên
Hồng Minh là một xã thuộc tỉnh Hưng Yên, Việt Nam.

## Địa lý
Xã Hồng Minh nằm ở phía đông tỉnh Hưng Yên, có vị trí địa lý:
- Phía đông giáp xã Tiên Hưng.
- Phía tây giáp xã Nam Lý của tỉnh Ninh Bình, có ranh giới tự nhiên là sông Hồng.
- Phía nam giáp xã Vạn Xuân.
- Phía bắc giáp xã Hưng Hà và xã Lê Quý Đôn.

## Lịch sử
Làng Cổ Trai từng là khu phục kích của Lý Nam Đế và Triệu Quang Phục.
Xã được thành lập năm 1977 bởi 2 xã Hồng Phong và Minh Hồng.
Trước khi thành lập, xã Hồng Phong gồm 5 thôn: Thọ Phú, Tân Mỹ, Đồng Lâm, Phú Nha, Xuân Lôi. Xã Minh Hồng gồm 7 thôn: Cổ Trai, Minh Thành, Minh Xuyên, Tịnh Xuyên, Cổ Lễ, Tịnh Thủy, Đồng Đào. Khi thành lập, thôn Cổ Lễ nhập vào thôn Tịnh Xuyên. Năm 2020, hai thôn Thọ Phú và Tân Mỹ sáp nhập thành thôn Thọ Mỹ.
Ngày 16 tháng 6 năm 2025, Ủy ban Thường vụ Quốc hội ban hành Nghị quyết số 1666/NQ-UBTVQH15 về việc sắp xếp các đơn vị hành chính cấp xã của tỉnh Hưng Yên năm 2025. Theo đó, sắp xếp toàn bộ diện tích tự nhiên, quy mô dân số của các xã Chí Hòa, Minh Hòa và Hồng Minh thành xã mới có tên gọi là xã Hồng Minh. Xã Hồng Minh mới chia thành 22 thôn: Thọ Mỹ, Đồng Lâm, Phú Nha, Xuân Lôi, Cổ Trai, Minh Thành, Minh Xuyên, Tịnh Xuyên, Tịnh Thủy, Đồng Đào, Thanh Lãng, Thượng Lãng, Vị Khê, Cộng Hòa, Vĩnh Bảo, Phú Mỹ, An Tiến, Vị Giang, Vân Đài, Chùa, Nhuệ, Sàng.

## Kinh tế
Xã Hồng Minh là một trong 8 xã điểm nông thôn mới. Phát triển những cây lương thực thực phẩm như lúa, ngô, đỗ tương, kê và phát triển trồng dâu nuôi tằm.

## Di tích
- Đình Thọ Phú: Thờ 4 vị tướng nhà Đinh có công dẹp loạn 12 sứ quân. Theo sử sách, vợ chồng ông bà Liên Công và Nguyễn Thị Phượng sinh được 4 người con là: Kiều Công - Đức Công - Đế Công và Tử Công có sức khỏe phi thường. Khi nước nhà gặp loạn 12 sứ quân. Biết Đinh Bộ Lĩnh dẹp loạn ở vùng núi Hoa Lư. Liên Công cùng 4 người con về Hoa Lư cùng Đinh Bộ Lĩnh dẹp loạn. Với tài thao lược cùng sự chiến đấu bền bỉ của quân sĩ, sau 1 năm, Đinh Bộ Lĩnh cùng cha con Liên Công đã dẹp loạn 12 sứ quân, thống nhất sơn hà. Đến năm Kỉ Sửu, Liên Công cùng 4 người con qua đời, nhân dân địa phương đã dâng tấu lên triều đình được vua phong Chứ Công, Trung Đẳng, Phúc Thần và 4 người con chức Đại vương, đồng thời cấp tiền bạc cho nhân dân lập đền thờ tại Ô Cách Khu - Thọ Duyên Trang (tức làng Thọ Phú, xã Hồng Minh ngày nay).[2]
- Đình Cổ Trai và các đền thờ Lý Nam Đế và hoàng hậu.
- Đình Xuân Lôi thờ Triệu Việt Vương. Ở Phú Nha có thái lăng vua Trần, là hành cung Lỗ Giang tại Hưng Hà. Hành cung Lỗ Giang cách khoảng 6 km về hướng Đông so với khu lăng mộ của nhà Trần ở làng Tam Đường. Khu hành cung này được thiết kế một cách độc đáo với hình dáng giống chữ Công, trải rộng trên diện tích 554 m2. Đây là lần đầu tiên các nhà nghiên cứu Việt Nam phát hiện ra một khuôn viên kiến trúc độc đáo tại Hành cung Lỗ Giang từ thời nhà Trần, đặc biệt là hệ thống cột móng đôi hình chữ nhật, có kích thước lớn gấp ba lần so với các cột móng vuông thông thường.[3]